# Bossangoa
Bossangoa es la séptima ciudad más poblada de la República Centroafricana con una población de 36 478  habitantes (2003). Es la capital de la prefectura de Ouham.
La ciudad se sitúa a 303 km al norte de la capital centroafricana, Bangui. El río Ouham atraviesa Bossangoa antes de dirigirse al norte para unirse al río Chari en el Chad. 
Posee un pequeño aeropuerto para aviones ligeros. Los principales productos agrícolas son el algodón y el café.
En 1959, la ciudad fue nombrada sede de la Prefectura Apostólica de Bossangoa de la Diócesis of Berbérati. El actual titular de la sede es el Obispo Néstor Nongo-Aziagbia.